# Carolina Cosse Garrido
Carolina Cosse Garrido   (Montevideo, 25 de desembre de 1961) és una enginyera elèctrica i política uruguaiana, actual vicepresidenta de l'Uruguai.
Prèviament va ser presidenta de l'Administració Nacional de Telecomunicacions (ANTEL) durant el govern de José Mujica, i ministra d'Indústria, Energia i Mineria durant el segon govern de Tabaré Vázquez.
En les eleccions nacionals de 2019 va ser elegida senadora de la República. Al setembre de 2020 va ser elegida intendenta del departament de Montevideo per al període 2020-2025. El 2024 va ser designada com a candidata a la vicepresidència en companyia del futur president Yamandú Orsi.